# Sarah Nies
Sarah Nies (* 1980) ist eine deutsche Soziologin und Hochschullehrerin an der Georg-August-Universität Göttingen.

## Leben und Wirken
Nies studierte ab 2001 Soziologie an der Universität München. 2007 schloss sie nach einem Auslandsaufenthalt an der Universität Kapstadt als Diplom-Soziologin ab. Anschließend trat sie eine Stellung als wissenschaftliche Mitarbeiterin am ISF München an. 2010 begann sie ihre von der Hans-Böckler-Stiftung geförderte Promotion. 2015 wurde sie von der Friedrich-Schiller-Universität Jena mit der arbeitssoziologischen Schrift Nützlichkeit und Nutzung von Arbeit. Beschäftigte im Konflikt zwischen Unternehmenszielen und eigenen Ansprüchen zur Dr. phil. promoviert. Diese Arbeit wurde 2016 mit dem Dissertationspreis der Sektion Arbeits- und Industriesoziologie der Deutschen Gesellschaft für Soziologie ausgezeichnet. In der Folge nahm Nies eine Tätigkeit als wissenschaftliche Mitarbeiterin am Lehrstuhl von Stephan Lessenich am Institut für Soziologie der Ludwig-Maximilians-Universität München auf und arbeitete am Forschungsprojekt „Vom Modell zur Steuerung: Der Einfluss der Wirtschaftswissenschaft auf die politische Gestaltung der Finanzmärkte durch Zentralbanken“ mit. 2020 vertrat sie den Lehrstuhl für politische Soziologie sozialer Ungleichheiten am Institut für Soziologie in München.
Ab 2020 leitete sie das DFG-Forschungsprojekt „‚Politics of performance‘ in digitalisierter Produktionsarbeit“, ab 2023 dessen Fortsetzung „Politics of Inscription in der digitalen Transformation: Leistungssteuerung an der Schnittstelle von betrieblichen Strategien und Technikdesign“.
Seit 2021 hat Nies den ordentlichen Lehrstuhl für Soziologie mit dem Schwerpunkt Digitalisierung in der Arbeitswelt am Institut für Soziologie der Georg-August-Universität Göttingen inne.

## Forschungsschwerpunkte
Nies’ Forschungsschwerpunkte liegen vor allem im Bereich der Arbeits- und Industriesoziologie. Hierbei wiederum konzentriert sie sich insbesondere auf die Bereiche der unternehmerischen Rationalisierung und Reorganisation, der Leistungspolitik und Belastungen, auf Gerechtigkeitsansprüche und das politische Bewusstsein von Beschäftigten sowie die Digitalisierung von Arbeit. Sie ist unter anderem Mitglied im Arbeitskreis Arbeitspolitik und Arbeitsforschung der IG Metall.

## Veröffentlichungen
- mit Nick Kratzer: Neue Leistungspolitik bei Angestellten: ERA, Leistungssteuerung, Leistungsentgelt. Edition Sigma, Berlin 2009.
- Nützlichkeit und Nutzung von Arbeit: Beschäftigte im Konflikt zwischen Unternehmenszielen und eigenen Ansprüchen. Edition Sigma, Berlin 2015.
- mit Katrin Roller und Gerlinde Vogl: Räumliche Mobilität rund um die Arbeit. Working Paper Forschungsförderung der Hans Böckler Stiftung. Düsseldorf 2015 (boeckler.de).
- mit Knut Tullius: Zwischen Übergang und Etablierung: Beteiligungsansprüche und Interessenorientierungen jüngerer Erwerbstätiger. Study der Hans Böckler Stiftung, Düsseldorf 2017 (boeckler.de).
- mit Janis Ewen und Martin Seeliger (Hrsg.): Sozialpartnerschaft im digitalisierten Kapitalismus. Hat der institutionalisierte Klassenkompromiss eine Zukunft? Beltz Juventa, Mannheim 2022.